# Kabinett Kekkonen III
Das Kabinett Kekkonen III war das 35. Regierungskabinett in der Geschichte Finnlands. Es amtierte vom 20. September 1951 bis zum 9. Juli 1953 (659 Tage).
Am 2. und 3. Juli 1951 fanden in Finnland Neuwahlen statt. Im September konnte Kekkonens drittes Kabinett mit dem Landbundpolitiker Urho Kekkonen als Ministerpräsident vereidigt werden, obwohl die Sozialdemokraten bei den Wahlen den Landbund als stärkste Kraft abgelöst hatten. Die mehrheitsfähige Regierung bestand aus Landbund, Sozialdemokratischer Partei und Schwedischer Volkspartei, die auch im Kabinett Kekkonen II bereits vertreten waren. Lediglich die Nationale Fortschrittspartei gehörte der Regierung nicht mehr an, hatte sich die Partei doch im Frühjahr 1951 aufgelöst.
Im Juni 1953 kündigte Kekkonen seinen Rücktritt wegen anhaltenden Differenzen zwischen Landbund und Sozialdemokraten um ein Kostensenkungsprogramm, das eine drohende Rezession verhindern sollte. Staatspräsident Juho Kusti Paasikivi beauftragte Kekkonen daraufhin mit der Bildung einer Minderheitsregierung. Kekkonen formte im Sommer 1953 mit der Schwedischen Volkspartei eine neue Regierung, die jedoch nur noch vier weitere Monate bis Mitte November im Amt blieb.

## Minister
| Amt                                             | Name | Partei                                                                             |
| ----------------------------------------------- | --- | ---------------------------------------------------------------------------------- |
| Ministerpräsident                               | Urho Kekkonen | Landbund                                                                           |
| Außenminister                                   | 20. September 1951 – 26. November 1952 Sakari Tuomioja 26. November 1952 – 9. Juli 1953 Urho Kekkonen                                                    | parteilos Landbund                                                                 |
| Stellvertr. Außenminister                       | Ralf Törngren | Schwedische Volkspartei                                                            |
| Justizminister                                  | 20. September 1951 – 22. September 1951 Urho Kekkonen 22. September 1951 – 9. Juli 1953 Sven Högström                                                    | Landbund Schwedische Volkspartei                                                   |
| Innenminister                                   | Vieno Sukselainen | Landbund                                                                           |
| Verteidigungsminister                           | Emil Skog | Sozialdemokratische Partei Finnlands                                               |
| Finanzminister                                  | Viljo Rantala | Sozialdemokratische Partei Finnlands                                               |
| Stellvertr. Finanzminister                      | Matti Miikki | Landbund                                                                           |
| Bildungsminister                                | Reino Oittinen | Sozialdemokratische Partei Finnlands                                               |
| Landwirtschaftsminister                         | Martti Miettunen | Landbund                                                                           |
| Stellvertr. Landwirtschaftsminister             | 20. September 1951 – 29. November 1952 Matti Lepistö 20. September 1951 – 9. Juli 1953 Eemil Luukka 3. Dezember 1952 – 9. Juli 1953 Hannes Tiainen       | Sozialdemokratische Partei Finnlands Landbund Sozialdemokratische Partei Finnlands |
| Verkehrs- und Infrastrukturminister             | 20. September 1951 – 29. November 1952 Onni Peltonen 29. November 1952 – 3. Dezember 1952 Emil Huunonen 3. Dezember 1952 – 9. Juli 1953 Eetu Karjalainen | Sozialdemokratische Partei Finnlands                                               |
| Stellvertr. Verkehrs- und Infrastrukturminister | 20. September 1951 – 29. November 1952 Emil Huunonen 20. September 1951 – 9. Juli 1953 Kauno Kleemola 3. Dezember 1952 – 9. Juli 1953 Emil Huunonen      | Sozialdemokratische Partei Finnlands Landbund Sozialdemokratische Partei Finnlands |
| Handels- und Industrieminister                  | Penna Tervo | Sozialdemokratische Partei Finnlands                                               |
| Sozialminister                                  | 20. September 1951 – 26. November 1952 Ralf Törngren 26. November 1952 – 9. Juli 1953 Väinö Leskinen                                                     | Schwedische Volkspartei Sozialdemokratische Partei Finnlands                       |
| Stellvertr. Sozialminister                      | Emil Huunonen Lauri Murtomaa | Sozialdemokratische Partei Finnlands Landbund                                      |